# شتيفان شتراوب
شتيفان شتراوب (بالألمانية: Stephan Straub)‏ هو لاعب كرة قدم ألماني في مركز حراسة المرمى، ولد في 25 يناير 1971 في ساربروكن في ألمانيا. لعب مع ألمانيا آخن وفالدهوف مانهايم وفورتونا دوسلدورف ونادي ساربروكن.